# A Magyar Kultúra Lovagjai 2025
Ez a szócikk a 2025-ben A Magyar Kultúra Lovagja elismerésben részesült személyek listáját tartalmazza.

## Az Egyetemes Kultúra Lovagja
871. Bocsárszky Attila színész (Göncruszka, Szlovákia) „A kulturális életminőség fejlesztéséért”
872. Branko Novak népzenész, biztosítási ügyintéző (Sveta Trojica, Szlovénia) „A nemzetközi zenei kapcsolatok ápolásáért”
873. Debreceniné Králik Tünde a szlovák nemzetiségi önkormányzat vezetője (Nógrád község) „A magyarországi szlovák nemzetiség kultúrájának ápolásáért”

## A Magyar Kultúra Lovagja
874. A. Bak Péter festőművész, művészeti író (Lábatlan) „A kortárs képzőművészet fejlesztéséért”
875. Budai Beatrix rádiós műsorvezető, énekművész (Budapest) „A magyarnóta népszerűsítéséért”
876. Juhász András gyógypedagógus, fafaragó (Vác)  „A népi kultúra ápolásáért”
877. dr. Kiss Kálmán egyetemi oktató (Nyíregyháza) „Az életminőségre ható helytörténeti kutatásaiért”
878. Kocsi László ezredes, humán és művelődésszervező (Szentendre) „A haderő és a társadalom kapcsolatának ápolásáért”
879. Marosán Csaba László színművész (Kolozsvár, Románia) „A magyar irodalom népszerűsítéséért”
880. Mizsei Zoltán zenész, előadóművész (Szeged) A zenekultúra fejlesztéséért”
881. Nagy István tanár, helytörténész (Arad, Románia) „A határon túli magyar kulturális örökség ápolásáért”
882. Nagy Zsolt népzenész, zenepedagógus (Budapest)
883. Paál István nyugalmazott ÁFÉSZ-igazgató (Zalaegerszeg) „A történelmi hagyományok ápolásáért”
884. Papp István nyá. alezredes (Baracska) „A békefenntartó hagyományok ápolásáért”
885. Stancsics Erzsébet körzeti védőnő (Budapest) „A kultúraszervező és életminőség-fejlesztő irodalmi tevékenységéért”
886. Szabó Andrásné pedagógus (Páty) „A település életminőségének fejlesztése érdekében végzett életművéért”
887. Szalay Szilvia zenetanár (Komárno, Szlovákia) „A határon túli magyar zenekultúra érdekében kifejtett életművéért”
888. Szivák Gábor könyvtárigazgató (Kisvárda) „A település életminősége fejlesztéséért”
889. Szuperné Bohus Judit hímző (Balatonfüred) „A népművészet hagyományainak ápolásáért”
890. Vér János közéleti vezető, gasztro hagyományőrző (Tápióbicske) „A példamutató közösségi tevékenységéért”